# Banca nazionale della Moldavia
La Banca nazionale della Moldavia (in romeno Banca Națională a Moldovei), est la banque centrale della Moldavia.
La Banca è un'entità giuridica autonoma di diritto pubblico, responsabile di fronte al Parlamento della Repubblica di Moldavia. Il suo obiettivo principale è garantire e mantenere la stabilità dei prezzi. Fatto salvo il suo obiettivo principale, la Banca promuove e mantiene un sistema finanziario basato sui principi di mercato e sostiene la politica economica generale dello Stato.

## Storia
A seguito dell'adozione di una legge nel 1991, fu istituito un sistema bancario a due livelli, con la Banca Nazionale di Moldavia che fungeva da banca centrale e a cui era vietata l'attività bancaria commerciale. Leonid Talmaci fu nominato governatore e ricoprì tale incarico per 18 anni, supervisionando la legislazione bancaria del 1995 che disciplinava la banca centrale e gli istituti bancari.
Dopo il crollo dell'Unione Sovietica e la dichiarazione di indipendenza della Moldavia nel 1991, la Moldavia adottò un'economia di mercato nel gennaio 1992. Tuttavia, l'allentamento delle restrizioni sui prezzi portò a una rapida inflazione e l'economia attraversò una crisi per diversi anni. Il paese aderì al FMI il 12 agosto 1992 e il 29 novembre 1993 fu introdotta una nuova valuta, il leu moldavo.
A seguito di un atto deliberato, poco prima delle elezioni parlamentari in Moldavia del 2014, fu perpetrata una frode bancaria che coinvolse tre banche. Nel giro di tre giorni, fondi per un valore di 1 miliardo di dollari furono trasferiti a società fittizie nel Regno Unito e a Hong Kong, utilizzate per nascondere i veri proprietari dei beni, e poi depositati su conti bancari lettoni a nome di diversi stranieri. Un'indagine indipendente commissionata dalla Banca Nazionale di Moldavia concluse che le tre banche avevano trasferito almeno 13,5 miliardi di lei a cinque società moldave affiliate al Gruppo Shor, controllato da Ilan Șor. Questa frode rischiò di rovinare la Moldavia. Il 13 aprile 2023, un tribunale condannò Shor in contumacia a 15 anni di carcere per corruzione e congelò tutti i suoi beni.
Nel dicembre 2023, il governatore Octavian Armașu, criticato in Parlamento per non aver recuperato i beni finanziari rubati e per aver mantenuto in carica i dipendenti della banca accusati nel caso di frode bancaria, fu rimosso dal suo incarico.

## Governatori
| Rango | Nome            | Mandato                             |
| ----- | --------------- | ----------------------------------- |
| 1     | Leonid Talmaci  | 4 giugno 1991 – 26 settembre 2009   |
| 2     | Dorin Drăguțanu | 6 novembre 2009 – 11 aprile 2016    |
| 3     | Sergiu Cioclea  | 11 aprile 2016 – 30 novembre 2018   |
| 4     | Octavian Armașu | 30 novembre 2018 – 21 dicembre 2023 |
| 5     | Anca Dragu      | Dal 22 dicembre 2023                |